# 斯潘塞鎮區 (印地安納州詹寧斯縣)
斯潘塞鎮區（英語：Spencer Township）是位於美國印地安納州詹寧斯縣的一個行政鎮區。

## 地方資料
根據2010年美國人口普查的數據，斯潘塞鎮區的面積為127.50平方千米，當中陸地面積為126.70平方千米，而水域面積為0.80平方千米。當地共有人口2326人，而人口密度為每平方千米18.24人。